# Postnikovkvadrat
Inom algebraisk topologi, en del av matematiken, är Postnikovkvadraten en viss kohomologioperation från första kohomologigruppen H1 till tredje kohomologigruppen H3, introducerad av Postnikov (1949).
Eilenberg (1952) beskrev en generalisering som tar gruppen Ht till H2t+1.